# Major Grom
Major Grom (in russo: Майор Гром) è stato un fumetto pubblicato in Russia dalla Bubble Comics dal 2012 al 2016.
La maggior parte dei numeri sono stati scritti da Artëm Gabreljanov e Evgenij Fedotov. Insieme a Gabreljanov e Fedotov altri artisti come Konstantin Tarasov, Anastasija Kim (Phobs), Julija Žuravleva, Anna Rud' hanno lavorato al fumetto.
Nel gennaio 2017, nell'ambito dell'iniziativa Second Wind, la serie è stata chiusa e sostituita con un'altra, dal titolo "Igor' Grom".
Nel 2021 "Igor' Grom" è stato terminato e seguito dalla serie successiva - "Major Igor Grom".

## Storia
"Major Grom" ruota attorno alle avventure dell'omonimo personaggio, il maggiore Igor' Grom, un detective della polizia del dipartimento di polizia di San Pietroburgo, e ai vari casi che risolve.
Il personaggio principale della serie è un maggiore della polizia di nome Igor' Grom, noto per il suo atteggiamento intransigente nei confronti del crimine, l'onestà, l'integrità, nonché le abilità investigative e le abilità di combattimento corpo a corpo, lo rendono il migliore poliziotto della città.

### Archi narrativi principali

#### Il medico della peste (Чумной Доктор)
Principali casi di Grom 1-9
Il maggiore Igor Grom indaga su una serie di omicidi di alto profilo apparentemente non correlati di un medico, un trafficante d'armi, un architetto e un agente di custodia. Nel frattempo, la popolazione senzatetto della città è in declino, un cambiamento accolto con favore dalla città.
Attraverso i suoi metodi insoliti e le sue connessioni clandestine, Grom scopre che l'assassino noto come il Cittadino è un eccentrico giovane miliardario e magnate dei social media. Sergej Razumovskij è il creatore del sito di social media "Vmeste", un social media fittizio simile a Facebook. Sergej è un filantropo miliardario che costruisce orfanotrofi di giorno e uccide senzatetto di notte, in un maldestro tentativo di ripulire la città. Grom non è mai stato uno che rispetta le regole e si intrufola nella villa di Sergej per perquisire i locali. Viene rapidamente stordito da Sergej e catturato. Sergej costringe Grom a superare una serie di test nel suo Giardino dei peccatori. Grom supera in astuzia Sergej e lo cattura, trascinandolo alla stazione con la sua confessione su nastro.

#### Il giorno di San Patrizio (День святого Патрика)
Grom si reca in Irlanda per indagare su un giro di traffico di esseri umani che lavora sotto le spoglie di un ospedale per bambini.

#### Fiaba (Как в сказке)
Grom indaga su una serie di rapine in banca da parte di una banda di rapinatrici che indossano i caratteristici travestimenti delle principesse delle fiabe.

#### Il gioco (Игра)
Il cattivo Sergej Razumovskij dell'arco narrativo "Il dottore della peste" fugge dalla prigione e si vendica di Grom rapendo molti dei suoi amici più cari. La conseguente situazione degli ostaggi porta alla morte di molti amici di Grom, inclusa la sua ragazza Julia.

#### Voci (Голоса)
Principali casi di Grom 34-37
La morte dei suoi amici e amante durante l'arco del gioco ha un effetto duraturo su Grom. Afflitto dalla depressione, affronta il caso di un rapitore seriale di bambini.

#### L'ultimo caso (L'ultima cosa)
Principali casi di Grom 38-50
Afflitto da depressione, insonnia e incubi costanti, Grom cerca di superare gli eventi dell'arco del Gioco immergendosi nel suo lavoro di detective della polizia. Indaga su una serie di omicidi apparentemente rituali che si verificano vicino alle statue della Sfinge nella città di San Pietroburgo, mentre lotta con la sua crescente dipendenza da farmaci antidepressivi.
La serie si conclude con le dimissioni di Grom dalla polizia di San Pietroburgo.
La sua storia come investigatore privato continua nella serie "Igor' Grom".

### Personaggi

#### Maggiore Igor' Grom
Il maggiore Igor Grom è il personaggio principale della serie. È un detective della polizia di San Pietroburgo.
Al di fuori del lavoro, è un abile artista marziale e partecipa a gare di boxe amatoriale.

#### Dima Dubin
Dmitrij "Dima" Dubin è un novellino di 21 anni e nuovo partner di Grom. È inesperto e molto "da manuale", spesso in disaccordo con i metodi di Grom. È un abile detective e svolge un ruolo di supporto nei casi di Grom. In Igor' Grom, dopo la partenza di Grom dalle forze di polizia, Dima viene promosso a capo detective.

#### Julia Pchelkina
Julija Pčelkina è una giornalista investigativa e la fidanzata di Grom. Si incontrano durante il primo numero di Major Grom quando Grom cattura alcuni teppisti che le hanno rubato la borsa. In seguito inizia ad aiutarlo a indagare sul caso del medico della peste e diventa sempre più coinvolta nei suoi casi. Nell'arco del giorno di San Patrizio, Julia ha avuto un ruolo attivo nelle indagini insieme a Grom. Viene uccisa da Sergej Razumovskij nel numero 33 a seguito di una prolungata situazione di ostaggi.

#### Fëdor Prokopenko
Colonnello di polizia, capo del dipartimento e grande amico del padre di Igor.

#### Sergej Razumovskij
Sergey Razumovsky (Il medico della peste) è un filantropo miliardario noto nel mondo per aver creato "Insieme", una piattaforma di social media che funge da sostituto di Facebook. Di giorno dona e costruisce orfanotrofi, ma di notte fa il Cittadino; Un vigilante che uccide i corrotti di San Pietroburgo. È cresciuto in un orfanotrofio accanto al suo migliore amico (e amante implicito) Oleg Volkov. Alla fine di "Il medico della peste", viene arrestato dopo che Grom registra una sua confessione.

## Pubblicazione
Il fumetto è completamente pubblicato in russo e raccolto in tascabili commerciali.
Le uscite mensili in inglese sono state pubblicate su Comixology, mentre le uscite mensili in italiano sono state distribuite da Italycomics.

## Nel cinema
Nel 2017 è stato annunciato al Festival di Berlino un cortometraggio Major Grom di 29 minuti, diretto da Vladimir Besedin e prodotto dallo stesso Besedin, da Fëdor Kan e da Artëm Gabreljanov. Il 19 febbraio 2017 è avvenuta la prima dell'adattamento del cortometraggio.
Nel 2021 è uscito il film Major Grom - Il medico della peste, adattamento cinematografico dell'omonimo albo. Il film è stato acquistato da Netflix.